# اچ‌ام‌اس میدستون (۱۷۴۴)
اچ‌ام‌اس میدستون (۱۷۴۴) (به انگلیسی: HMS Maidstone (1744)) یک کشتی بود که طول آن ۱۴۰ فوت (۴۲٫۷ متر) بود. این کشتی در سال ۱۷۴۴ ساخته شد.